# Gruoch
Gruoch (ur. ok. 1015 lub 1020, zm. 1054 lub 1057) – szkocka królowa, córka Boite mac Cináeda, syna Cináeda III, żona króla Szkocji Makbeta, wnuczka Kenetha III. Stała się pierwowzorem Lady Makbet z dramatu Wiliama Szekspira Makbet.

## Życiorys
Dokładna data urodzenia Gruoch nie jest znana, datuje się ją na lata 1015–1020. Do 1032 była żoną Gille Coemgáina, mormaera (zarządcy) Moray. W tym samym roku został on spalony wraz z pięćdzięcięcioma swoimi rycerzami, najprawdopodobniej przez swojego kuzyna Makbeta, za zabójstwo swojego wuja Findlaecha, który był ojcem Makbeta. Po śmierci pierwszego męża Gruoch poślubiła Makbeta, nowego mormaera Moray. Dzięki temu małżeństwu Makbet zdobył kilka roszczeń do królestwa Szkotów: jego własnego, jako syna Findlaecha, i z małżeństwa z Gruoch, ponieważ była wnuczką króla Kennetha III. W tym samym czasie Makbet adoptował syna Gruoch, Lulacha.
Zarówno Gruoch, jak i jej mąż Makbet, byli zamieszani w zamordowanie króla Szkocji Duncana I, co pozwoliło Makbetowi zostać królem, a Gruoch królową. W 1050 udali się na pielgrzymkę do Rzymu. Cztery lata później, w 1054, Makbet został wypędzony i zdetronizowany przez Malcolma III. Makbet i Gruoch uciekli do Moray, lecz w 1057 Malcolm zabił Makbeta, a rok później syna Gruoch, Lulacha, który formalnie był królem w latach 1057–1058. Dokładne okoliczności i data śmierci Gruoch nie są znane, wiadome jest jedynie, że została pochowana wraz z drugim mężem na wyspie Iona u wybrzeży Szkocji.